# I, Robot (videojuego)
I, Robot es un juego arcade diseñado por Dave Theurer y publicado por Atari, Inc. Fue desarrollado en 1983 y lanzado en junio de 1984. Atari originalmente tenía la intención de lanzar el juego en 1983, pero se retrasó debido a problemas técnicos y dificultades, por lo que se devolvió al laboratorio para realizar más pruebas e investigaciones, y no se lanzó completamente hasta junio de 1984. Sólo se produjeron un total de 750–1000 máquinas. La máquina de arcade viene con dos juegos. El primero es I, Robot, un Matamarcianos multidireccional que hace que el jugador asuma el papel de "Unhappy Interface Robot # 1984", un robot sirviente que se rebela contra Big Brother. El objetivo del juego consiste en que el robot sirviente atraviesa 126 niveles, convirtiendo los cuadrados rojos en azules para destruir el ojo y el escudo del Big Brother. El jugador puede cambiar al segundo juego, Doodle City, una herramienta de dibujo que dura tres minutos.
I, Robot es conocido por ser el primer videojuego de producción comercial con gráficos poligonales en 3D con sombreado plano, además de ser el primer videojuego que ofrece opciones de control de cámara. Su nombre originalmente era "Ice Castles", pero se cambió a "I, Robot".
Tras el lanzamiento del juego, I, Robot, recibió una mala recepción y fue un fracaso financiero. Se crearon aproximadamente 750–1000 unidades del juego, y se ha confirmado que algunas existen hoy. Sin embargo, las máquinas de arcade restantes se han convertido en objetos de colección poco comunes y el juego ha sido elogiado más tarde por sus innovadores gráficos en 3D. El autor David Ellis lo incluyó como uno de los "clásicos notables" de su época.

## Jugabilidad
En I, Robot, el jugador controla a "Unhappy Interface Robot # 1984", un robot servidor que se ha vuelto consciente de sí mismo y decide rebelarse contra Big Brother. Para avanzar de nivel en nivel, el robot debe destruir el gigantesco ojo parpadeante del Gran Hermano, primero desgastando su escudo y luego atacando el ojo directamente. El robot dispara energía al escudo moviéndose sobre bloques rojos en el nivel, convirtiéndolos en azul.
Aunque el robot puede saltar, el robot será destruido si salta mientras el ojo está abierto. Varios peligros adicionales, como aves, bombas y tiburones voladores, también pueden destruir el robot en cada nivel. Al final de algunos niveles, en lugar de destruir el ojo inmediatamente, el robot debe navegar por un laberinto y recolectar gemas antes de que encuentre el ojo a corta distancia. Una vez que se completa un nivel, el robot vuela por el espacio exterior y debe disparar o evitar "tetras", meteoritos y diversos obstáculos (incluida una cabeza flotante que dispara clavos) para alcanzar el siguiente nivel.
El jugador puede ajustar el ángulo de la cámara durante el juego, acercarse al robot o volar para obtener una vista aérea del nivel. Cuanto más cerca está la cámara del robot, mayor es el multiplicador de puntuación, pero más difícil es ver todo el nivel y Big Brother. En niveles posteriores, los enemigos conocidos como "asesinos de espectadores" comienzan a atacar la cámara directamente, obligando al jugador a cambiar el ángulo de visión o mover el robot para que la cámara lo siga. Si no se evita a un espectador, el asesino le cuesta una vida al jugador.
Hay 26 diseños de niveles únicos; después de completarlos todos, los niveles se repiten en una dificultad más alta y con una paleta de colores diferente, como en el juego Tempest de Atari. Después de completar un total de 126 niveles, el jugador regresa a un nivel aleatorio anterior. El juego termina cuando el jugador se queda sin vidas.

### Doodle City
Doodle City, referido en el juego como un "no juego", es una sencilla herramienta de dibujo que presenta al jugador una selección de objetos del modo "juego". El jugador puede mover y rotar cada forma y puede hacer que se dejen rastros en la pantalla a medida que se mueven. El jugador puede permanecer en este modo hasta tres minutos por crédito y puede volver al juego principal en cualquier momento. Una vida se resta de la reserva de vida del jugador por cada minuto que pases en Doodle City.

## Desarrollo
El juego cuenta con estéreo amplificado y gráficos de píxeles en un monitor CRT en color de 19 pulgadas. Utiliza una unidad central de procesamiento Motorola 6809 y cuatro chips de audio Atari POKEY. I, Robot originalmente se llamaba "Ice Castles".
Dave Sherman desarrolló el coprocesador 3D personalizado de rebanadas de bits ('pepperoni') que permitió un rendimiento de aproximadamente 2,000 polígonos por segundo. Incluye cuatro chips ALU programables de 4 bits AMD 2901.
Atariage hizo una página en su sitio web alegando que encontraron un prototipo para Atari 2600 en algún lugar de la década de 2010 el 1 de abril. Sin embargo, una vez que la gente descargó la rom, no les trató el "prototipo" que iban a jugar, sino una pantalla negra con las palabras "APRIL FOOLS" en púrpura.

## Recepción y legado
Debido a su naturaleza radicalmente diferente a la de los juegos habituales del día, así como a su trama esotérica, I, Robot, recibió una mala recepción en el lanzamiento. Se crearon aproximadamente 750–1000 unidades del juego. Pocos se han confirmado para existir hoy. Las máquinas de arcade se han convertido desde entonces en objetos de colección raros con la participación de Dave Theurer como un punto de venta entre los coleccionistas.
La revista Computer and Video Games revisó el juego en 1985, afirmando que "los gráficos son quizás los más inusuales de todos los juegos de arcade", pero sin embargo son "una delicia cubista". En 2001, el autor John Sellers describió I, Robot como un "error cercano" debido a su fuerte lanzamiento que no ganó suficiente popularidad. Además, elogió el juego, calificándolo de agradable e influyente. El autor David Ellis lo catalogó como uno de los "clásicos notables" de su época, y lo calificó de "peculiar". En 2008, Guinness World Records Gamer's Edition lo clasificó como el juego arcade número noventa en impacto técnico, creativo y cultural, y citó sus innovadores gráficos en 3D. Gamasutra colocó a I, Robot en su lista de "20 Juegos Atari", diciendo que "Este es el tipo de brillantez que Atari podría desplegar en sus días de halcyon". El juego ha sido citado como el primer juego de arcade en utilizar gráficos de polígonos en 3D, y tiene un récord mundial Guinness por el hito. Levi Buchanan y Craig Harris de IGN.com incluyeron I Robot en sus artículos "Dream Arcades".
Un rumor persistió de que Atari envió 500 unidades sin vender a Japón con instrucciones para descargar las unidades en el océano a mitad de camino. El empleado de Atari, Rusty Dawe, disipó este rumor como un "mito total" en una entrevista de 2009, y agregó: "Me hubiera gustado arrojar [los] controles I, Robot al océano [ya que eran una] pesadilla total. Pero eso tampoco sucedió".
Los historiadores modernos de los videojuegos han prestado mayor atención a I, Robot, por su importancia histórica como el primer juego en utilizar gráficos poligonales sólidos en 3D.